# Mito da escravidão de irlandeses
O mito da escravidão de irlandeses é uma pseudo-história que falsamente confunde o desterro penal e a servidão civil do povo irlandês durante os séculos XVII e XVIII com a experiência de escravidão hereditária dos africanos.
Alguns nacionalistas brancos, e outros que querem minimizar os efeitos da escravidão hereditária sobre africanos e seus descendentes, usaram essa falsa equivalência para promover o racismo contra afro-americanos ou para alegar que os afro-americanos exageram na sua busca de justiça.
O mito dos escravos irlandeses também foi invocado por alguns ativistas irlandeses para destacar a opressão britânica do povo irlandês e suprimir a história do envolvimento irlandês no comércio transatlântico de escravos.
O mito está em circulação desde pelo menos os anos 1990, e foi disseminado em memes online e debates nas mídias sociais.
Em 2016, acadêmicos mundiais e historiadores irlandeses escreveram uma carta aberta aos sites de notícias para condenar essa crença que definiram como “propaganda racista não-histórica”.

## Pressupostos históricos: servidão "por contrato"
A ideia de que os irlandeses foram escravizados não é nova. Segundo o historiador Liam Kennedy, esse conceito foi popular entre os membros do movimento Jovem Irlanda, do século XIX. Como exemplo disso o líder John Mitchel foi particularmente sincero quando afirmou que os irlandeses foram escravizados, mas foi um grande defensor do comércio transatlântico de escravos africanos.
Alguns livros usaram o termo "escravos" para reportar aos irlandeses que perderam sua liberdade e foram forçados a partir de suas casas na Irlanda em navios, contra sua vontade, para o Novo Mundo, especialmente as colônias britânicas.
O termo "escravo" ou "escravo por contrato" ("bond slaves", no original) era utilizado para designar o sistema de servidão por "tempo determinado", e não era perpétuo. O período habitual de servidão nesses contratos variava de quatro a nove anos, após os quais o servo voltava a ser livre - podendo então viajar sem empecilhos, possuir imóveis, trabalhar sob salário e até acumular riqueza; podia se casar com quem escolhesse e seus filhos nasciam livres. O termo jurídico britânico para essa situação era "indentured servants" ("servos por contrato", em livre tradução) e tanto valia para aqueles que aderiram voluntariamente ao período de servidão quanto para aqueles que foram sequestrados e forçados a embarcar num navio para trabalhar. Apesar dessa clara distinção com o sistema escravocrata, o folclore e até livros irlandeses se referiram a esses servos temporários como "escravos" até o século XX.
Durante o século XVII dezenas de milhares de "servos por contrato" tanto ingleses quanto irlandeses imigraram para a América Britânica. A maioria deles o fez voluntariamente e de bom grado, como modo de atravessarem o Atlântico - mas cerca de dez mil deles foram transportados como punição por se rebelarem contra o domínio inglês sobre a Irlanda, ou em degredo por outros crimes, sendo depois subordinados a trabalhos forçados durante certo período como sentença.
Nesse mesmo período o tráfico de escravos africanos vitimou milhões de pessoas, levando-as para as Américas, inclusive as colônia britânicas, onde eram forçados ao trabalho. Seja na Irlanda, na África ou no Caribe, cidadãos irlandeses se beneficiaram do tráfico negreiro, como comerciantes de escravos, agentes, investidores e proprietários. Segundo o historiador Nini Rodgers "todo grupo na Irlanda tinha comerciantes que se beneficiavam do comércio de escravos e da expansão das colônias escravocratas".
Ao contrário dos servos irlandeses contratados os africanos escravizados o eram por toda a vida, bem como a situação de cativo era imposta aos seus filhos que nascessem a partir de então. De forma sistemática e legal os africanos foram submetidos a uma escravidão hereditária, algo que os irlandeses nunca passaram. Os descendentes dos escravos africanos se tornavam propriedade, ao contrário do que se dava com os irlandeses "contratados".

## Origem e propagação do mito
O mito é particularmente popular entre os defensores dos Estados Confederados da América, estados escravistas do sul dos Estados Unidos durante a Guerra de Secessão. Segundo o pesquisador independente Liam Hogan, o livro mais influente nesse meio é They Were White And They Were Slaves: The Untold History of The Enslavement of Whites In Early America, auto-publicação de 1993 do teórico da conspiração e negador do Holocausto Michael A. Hoffman II (que culpava os judeus pelo tráfico de escravos na África).
Em 2000 essa ideia foi seguida na Irlanda pelo jornalista Sean O'Callaghan com o livro To Hell Or Barbados: The Ethnic Cleansing of Ireland. Essa obra seguiu os temas de Hoffman e introduziu o conceito de que mulheres irlandesas foram colocadas à força com homens africanos para assim produzirem mulatos, que seriam mais valorizados do que os escravos de pura ascendência irlandesa.
Ele não deixou claro de qual motivo isso teria ocorrido dessa forma, e por que não foi possível alcançar o mesmo resultado com a união física de homens europeus com mulheres africanas, que era uma união muito mais frequente. Outros autores repetiram essas descrições obscuras de mulheres irlandesas sendo obrigadas a fazer sexo com homens africanos, mesmo sem o menor embasamento em registros históricos. Alguns historiadores como Liam Hogan descrevem esse livro como uma pesquisa de má qualidade.
Em artigo no Dublin Review of Books, o professor Bryan Fanning afirma: "A popularidade do meme dos 'escravos irlandeses' não pode ser simplesmente atribuída à propaganda on-line de grupos supremacistas brancos. Existem vários elementos em jogo além da deliberada falsificação do passado. A aceitação on-line de uma equivalência falsa entre a escravidão e o tratamento dos imigrantes irlandeses parece estar enraizada nas narrativas irlandesas de vitimização, que continuam articuladas nas correntes políticas e culturais da Irlanda ". A história do povo irlandês adotou um legado de identificação com os oprimidos e elementos de racismo, a serviço do nacionalismo irlandês, segundo Fanning.
De acordo com o The New York Times, "Na América, o livro [de O'Callaghan] ligou a narrativa de escravos brancos a um influente grupo étnico de mais de 34 milhões de pessoas, muitas das quais foram levantadas em histórias de rebelião irlandesa contra a Grã-Bretanha e fábulas de preconceito anti-irlandês na América da virada do século XX. A partir daí, se espalhou". As alegações de O'Callaghan foram repetidas em sites de genealogia irlandeses, no site da teoria da conspiração canadense Globalresearch.ca, no IrishCentral, na Scientific American  e em The Daily Kos. Artigo de 2008 no Globalresearch.ca tem sido uma fonte on-line significativa para o mito, tendo sido compartilhado quase um milhão de vezes em março de 2016. A mentira foi espalhada em plataformas de debates de nacionalistas brancos, sites neo-nazistas, no site de extrema-direita conspiracionista InfoWars, e foi compartilhado milhões de vezes no Facebook.
O mito é um tópico comum no site supremacista branco  Stormfront desde 2003. Começou a circular inicialmente nos Estados Unidos e a seguir se tornou comum na Irlanda depois que o meme "escravos irlandeses" se tornou viral nas mídias sociais em 2013. Após o surgimento do movimento Black Lives Matter em 2014 o mito foi frequentemente citado por membros brancos da direita estadunidense, como tentativa de miná-lo e também quanto a outras questões dos direitos civis dos afro-americanos, de acordo com o diretor do Anti-Slavery International, Aidan McQuade.
Em agosto de 2015 foi mencionado no contexto dos debates sobre a manutenção da bandeira dos Estados Confederados, havido após o massacre da igreja de Charleston. Em maio de 2016 voltou a ser citado por membros proeminentes do partido republicano irlandês Sinn Féin, depois que seu líder Gerry Adams se envolveu numa controvérsia sobre o uso da palavra "negro". Donald Clarke, colunista do Irish Times, descreve o meme como racista, declarando: "Mais comumente vemos racistas usando o mito para menosprezar o sofrimento vivenciado por escravos negros e para atrair alguma simpatia ao seu próprio clã". Para o jornal New York Times o mito é "muitas vezes politicamente motivado", e tem sido usado para criar "farpas racistas" contra os afro-americanos.

### Elementos frequentes em postagens

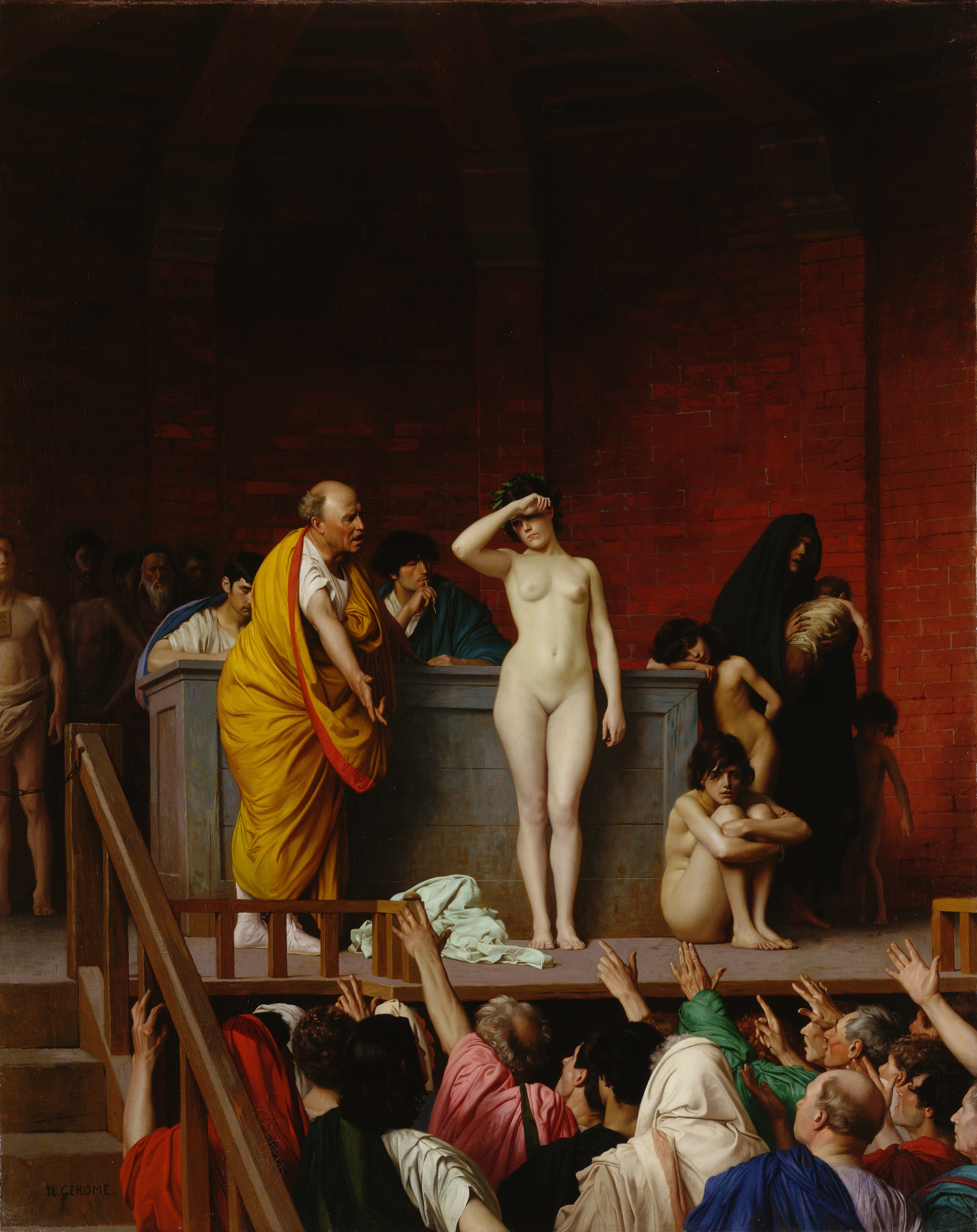
"Mercado escravo na Roma Antiga", de Gérôme. Fragmento do quadro ilustra muitas postagens do mito.

As postagens sobre o mito guardam elementos que são comuns entre elas, que são:
- A teoria da conspiração de que historiadores e mídia escondem a escravidão irlandesa.[4]
- O povo irlandês foi feito escravo depois da invasão da Irlanda por Cromwell, em 1649.[4]
- Os escravos irlandeses eram tratados de modo pior do que os escravos africanos.[4]
- Mulheres irlandesas eram obrigadas a procriar com homens africanos.[4]
- Manifestam a clara intenção de diminuir a discriminação que os descendentes de africanos historicamente sofrem, as postagens sugerem a falácia: "Os irlandeses também foram escravos. Superamos isso, então por que vocês não fazem o mesmo?"[4]
- São usadas fotografias de vítimas do Holocausto ou de crianças trabalhadoras no século XX, alegando que são imagens de escravos irlandeses.[4]
- Fazem menção a uma suposta declaração feita em 1625 pelo rei Jaime II de Inglaterra para enviar milhares de prisioneiros irlandeses para as Índias Ocidentais; Jaime II nem era nascido, naquele ano, o que ocorreu somente em 1633, tendo iniciado seu reinado em 1685. Em 1625 teve fim o governo de Jaime I e a subida de Carlos I ao trono.[4]
- Substituição das vítimas das atrocidades que verdadeiramente foram cometidas contra escravos africanos, tendo irlandeses como vítimas. O site de conspiração de extrema direita InfoWars, por exemplo, substituiu as 132 vítimas africanas do Massacre do Zong de 1781 por irlandeses. Vários artigos on-line sobre "escravos irlandeses" aumentaram o número de 132 para 1 302 vítimas. O historiador Liam Hogan rastreou que a primeira justaposição das vítimas africanas reais do Massacre do Zong como uma tragédia com irlandeses se deu a partir de 2002, quando James Mullin, presidente do Irish Famine Curriculum Committee and Education Fund, sediado em Nova Jersey, escreveu um artigo onde confundia os eventos da linha histórica da escravidão africana na América Inglesa com a história da servidão por contrato irlandesa no período colonial.[4][30][31]